# Jesenje
Jesenje – wieś w Słowenii, w gminie Litija. W 2018 roku liczyła 108 mieszkańców.